# Son directionnel
 (août 2024).
Le son directionnel est du son produit par des dispositifs qui le font se propager moins[Quoi ?] que la plupart des (petits) haut-parleurs traditionnels.

## Principe
La directivité de toute source, au maximum, correspond à la taille de la source par rapport aux longueurs d'onde qu'elle génère : plus la source est grande par rapport à la longueur d'onde des ondes sonores, plus le faisceau est directionnel. La méthode de transduction spécifique n'a aucun impact sur la directivité du champ sonore résultant ; l'analyse repose uniquement sur la fonction d'ouverture de la source, selon le principe de Huygens-Fresnel.
Les appareils à ultrasons atteignent une directivité élevée en modulant le son audible sur des ultrasons à haute fréquence. Les ondes sonores à haute fréquence ont une longueur d'onde plus courte. Pour cette raison, la directivité résultante de ces appareils est bien plus élevée que ce qui est physiquement possible avec n'importe quel système de haut-parleurs.

## Réseaux de haut-parleurs

Le son provenant d'un réseau que le son provenant d'une source ponctuelle, par le principe de Huygens-Fresnel appliqué à la diffraction.

Alors qu'un grand haut-parleur est naturellement plus directionnel en raison de sa grande taille, une source avec une directivité équivalente peut être créée en utilisant un réseau de petits haut-parleurs traditionnels, tous pilotés ensemble en phase. Acoustiquement équivalent à un grand haut-parleur, cela crée une taille de source plus grande par rapport à la longueur d'onde, et le champ sonore résultant est rétréci par rapport à un seul petit haut-parleur. De grands réseaux de haut-parleurs ont été utilisés dans des centaines de systèmes sonores d'arènes pour atténuer le bruit qui se propagerait normalement dans les quartiers adjacents, ainsi que dans des applications limitées dans d'autres applications où un certain degré de directivité est utile, comme les musées ou des applications d'affichage similaires qui peuvent tolérer de grandes dimensions de haut-parleurs.
Les réseaux de haut-parleurs traditionnels peuvent être fabriqués dans n'importe quelle forme ou taille, mais une dimension physique réduite (par rapport à la longueur d'onde) sacrifiera intrinsèquement la directivité dans cette dimension. Plus le réseau de haut-parleurs est grand, plus il est directionnel, et plus la taille du réseau de haut-parleurs est petite, moins il est directionnel. Il s'agit d'une physique fondamentale, qui ne peut être contournée, même en utilisant des réseaux phasés ou d'autres méthodes de traitement du signal. En effet, le modèle de directivité de toute source d'onde est la transformée de Fourier de la fonction source. La conception de réseaux phasés est cependant parfois utile pour l'orientation du faisceau ou pour l'atténuation des lobes secondaires, mais faire ces compromis réduit nécessairement la directivité.
Acoustiquement, les réseaux de haut-parleurs sont essentiellement les mêmes que les dômes sonores, qui sont également disponibles depuis des décennies ; la taille de l'ouverture du dôme imite les propriétés acoustiques d'un grand haut-parleur du même diamètre (ou, de manière équivalente, d'un grand ensemble de haut-parleurs du même diamètre). Les dômes, cependant, ont tendance à peser beaucoup moins que le poids des ensembles de haut-parleurs comparables (15 lb contre 37 lb, selon les sites Web des fabricants) et sont beaucoup moins chers.
D'autres types de grands panneaux de haut-parleurs, tels que les haut-parleurs électrostatiques, ont tendance à être plus directionnels que les petits haut-parleurs, pour les mêmes raisons que ci-dessus ; ils sont un peu plus directionnels uniquement parce qu'ils ont tendance à être physiquement plus grands que la plupart des haut-parleurs courants. De même, un haut-parleur électrostatique de la taille d'un petit haut-parleur traditionnel serait non directionnel.
Léo Beranek donne la directivité pour différentes tailles et formes de sources La directivité est uniquement fonction de la taille et de la forme de la source, et non du type spécifique de transducteur utilisé.

## Culture populaire
- La Momie qui chuchotait, un haut-parleur directionnel provoque le phénomène du chuchotement de la momie.